# Lamk
Lamk (dodatkowa nazwa w j. kaszub. Lamk, niem. Lamk) – wieś kaszubska w Polsce położona w województwie pomorskim, w powiecie chojnickim, w gminie Brusy na obszarze Zaborów przy drodze wojewódzkiej nr 235, nad rzeką Młosiną.
W latach 1975–1998 miejscowość administracyjnie należała do województwa bydgoskiego.
Jest to niewielka wieś położona w południowej części Kaszub. W pobliskim Orliku znajduje się klasztor sióstr franciszkanek od Pokuty i Miłości Chrześcijańskiej, zbudowany na początku XX wieku.